# Jakob Thomasius
Jakob Thomasius (Lipsia, 27 agosto 1622 – Lipsia, 9 settembre 1684) è stato un filosofo tedesco.
Considerato un'importante figura fondatrice dello studio scientifico della storia della filosofia. I suoi punti di vista sono stati eclettici e sono stati acquisiti dal figlio Christian Thomasius.
Fu insegnante di Gottfried Leibniz presso l'Università di Lipsia, dove Thomasius era professore di retorica e filosofia morale.

## Opere
- Philosophia practica (1661)
- Schediasma historicum (1665)
- De foeminarum eruditione (1671) con Johannes Sauerbrei and Jacobus Smalcius
- Praefationes sub auspicia disputationum suarum (1681)
- Dissertationes ad stoicae philosophiae (1682)
- Orationes (1683)